# Karl Fritsch
Karl Fritsch (Vienna, 24 febbraio 1864 – Graz, 17 gennaio 1934) è stato un botanico austriaco.

## Biografia
Studiò presso l'Università di Vienna, ottenendo anche il dottorato di ricerca nel 1886 e la sua abilitazione nel 1890. Nel 1900 si trasferì presso l'Università di Graz come professore di botanica sistematica, dove costruì anche un istituto botanico. Nel 1910 fu nominato direttore del giardino botanico dell'università
La vasta ricerca di Fritsch si focalizzò, in particolare, sulla flora austriaca. Aveva un interesse particolare nella famiglia Gesneriaceae e nella tassonomia dei liliopsida.